# Saraland, Alabama
Saraland là một thành phố thuộc quận Mobile, tiểu bang Alabama, Hoa Kỳ. Dân số năm 2009 là 13043 người, mật độ đạt 217 người/km².